# Louis Maurer (labdarúgó)
Louis Maurer (Vevey, 1904. február 2. – 1988. május 1.) svájci labdarúgókapus, edző.

## Pályafutása
Louis Maurer Veveyben született, pályafutását pedig a Blue Stars Zürich csapatában kezdte. Játszott a Lausanne Sports, a Marseille, a Zürich, a Lugano, és a AC Bellinzona csapataiban. A kapusként szereplő Maurer a svájci válogatottban nem kapott lehetőséget, visszavonulását követően edző lett, a Svájci Kupát háromszor nyerte meg csapataival. Volt a svájci válogatott szövetségi kapitánya is.